# Йосефталь (медицинский центр)
Йосефталь (ивр. מרכז רפואי יוספטל‎) — медицинский комплекс в Эйлате.
Единственное учреждение такого рода в Негеве к югу от Беэр-Шевы.
Медкомплекс общего профиля. Основан в 1968 году. Принадлежит больничной кассе «Клалит». Играет особую роль, располагаясь в крупном туристическом центре Израиля, близ курортов Египта и Иордании.
Принимает в том числе пострадавших ныряльщиков, имеет камеру рекомпрессии.
До основания больницы в Эйлате был лишь один врач, принимавший жителей в своём домике.
Несколько раз поднимался вопрос о закрытии больницы, но каждый раз крупные происшествия в регионе (гибель русских турагентов, теракт на египетской границе) демонстрировали её необходимость.